# 벨 (디즈니 캐릭터)
벨(Belle)은 월트 디즈니 픽처스의 30번째 장편 애니메이션 영화 《미녀와 야수》의 등장인물이자, 다섯 번째 디즈니 프린세스이다.  가브리엘르수잔느 드 빌레느브의 동화 미녀와 야수에 등장하는 미녀를 모티브로 하여 창작되었다. 벨은 모험을 위해 예측 가능한 마을 생활을 버리고 싶어하는 여성이다. 그녀의 아버지 《모리스》가 냉당한 야수에 의해 감옥에 갇히자, 그 대가로 야수에게 자신의 자유를 제공한다. 야수와 함께 생활하며, 벨은 결국 그의 보기 흉한 외모에도 불구하고 야수를 사랑하는 법을 배운다. 주먹왕 랄프2에서 공주들의 대기실에서 다른 디즈니 공주(픽사 공주도 들어가지만)과 대기하는 모습을 보였다.

## 개발

### 구상과 집필
《월트 디즈니 프로덕션》의 첫 번째 장편 애니메이션 영화 《 백설공주와 일곱 난쟁이(1937) 》의 성공 이후, 영화 제작자 월트 디즈니는 《잔 마리 르프린스 드 봉모》의 동화 "《미녀와 야수》"를 장편 애니메이션으로 제작했다.

### 목소리
디즈니는 처음에 여배우 캐스팅을 고려했었다.  디즈니는 캐릭터를 시대를 앞서간 여성으로 묘사하며 벨의 목소리가 '소녀보다는 여성처럼' 들리기를 원했다.
미국 여배우이자 가수인 《페이지 오하라》가 브로드웨이에서 공연을 하고 있을 때 뉴욕 타임즈에서 디즈니의 곧 있을 애니메이션 프로젝트인 미녀와 야수에 대한 기사를 읽었다. 스튜디오가 Belle의 주연을 위한 오디션을 개최하고 있고 작사가 Howard Ashman과 작곡가 Alan Menken의 요청에 따라 브로드웨이 공연자들을 특별히 모집 하고 있다는 사실을 알게 되자 , O'Hara는 즉시 그녀의 에이전트에게 그녀를 데려오라고 주장했다. 그리고 미국의 여배우이자 가수인 《페이지 오하라》가 성우를 맡게 되었다.

### 성격
미녀와 야수 이전에 여성 캐릭터를 수동적인 존재로 묘사하는 디즈니의 전통은 이미 오래전부터 확립되어 있었다. 그러나 시나리오 작가 《린다 울버튼》은 1960년대와 1970년대에 자신이 경험한 여성 인권 운동에서 영감을 받아 벨을 주체적인 여성 캐릭터로 만들기로 결정했다. 벨은 지적이고 독서를 사랑하는 호기심 많은 여성으로 그려진다. 그리고 그녀는 다른 디즈니 공주들과는 달리 배우자에게 첫눈에 반하는 것이 아니라, 야수와 함께 생활하며 그의 외모보다는 성격과 따뜻한 성품에 반하게 된다.

### 디자인 및 애니메이션
디즈니는 벨이 더 유럽적인 외모를 가지기를 원했기 때문에, 애니메이터들은 그녀를 더 통통한 입술, 좁은 눈, 더 어두은 눈썹으로 그렸다. 이는 영국의 여배우 《비비안 리》의 얼굴 특징에서 영감을 받았다.
벨의 노란색 드레스는 《오드리 햅번》이 영화 《로만 홀리데이》(1953)에서 입었던 유사한 의상에서 영감을 받았다.
또한, 벨은 개암나무 눈을 가진 디즈니 최초이자 유일한 공주로 남아있다.

## 출연 작품

### 미녀와 야수 (1991년 애니메이션)

1991년 애니메이션 미녀와 야수의 국내 3d 재개봉 포스터

벨은 월트 디즈니 픽처스의 30번째 장편 애니메이션 영화《미녀와 야수》에 첫 등장했다. 마을 사람들은 그녀의 아름다움에 대해 입이 마르게 칭찬하지만, 책벌레에 사교적이지 않은 그녀를 괴짜 취급한다. 그녀는 자신의 지성을 인정해주지 않는 환경과 오만한 사냥꾼 개스톤, 그리고 지루한 시골 생활에 지친 상태였다.
어느날 아버지의 말이 기수 없이 집으로 돌아온 후, 그녀는 아버지를 찾아 기꺼이 숲속으로 모험을 떠난다. 그리고 아버지가 마법의 성 감옥에서 야수에게 잡혀있다는 사실을 알게되고, 아버지 대신 야수와 함께 성에서 생활하게 된다.
호기심 많은 벨은 몰래 성을 돌아다니다가 마법에 걸린 장미를 보게되고, 야수는 이에 불같이 화를 낸다. 결국 벨은 이에 더 이상 못참겠다며 도망치고, 얼마가지 않아 숲속에서 늑대 무리에게쫓겨 위험에 빠진다. 벨을 쫓아오던 야수는 늑대무리를 물리치지만 부상을 입고, 벨은 부상당한 야수가 건강을 회복할 수 있도록 도와준다. 벨은 처음에는 험악한 인상의 야수를 싫어하지만, 점차 야수를 받아들이고 결국 그와 친구가 된다.
There's something sweet, and almost kind
But he was mean and he was coarse and unrefined
And now he's dear, and so unsure
I wonder why I didn't see it there before
(그 뭐랄까, 참 다정하고 대체로 상냥해
그러나 그는 치사했고 야비했고 거칠었는데
이제 그는 소중한고로 불안정해
왜 전엔 이런 모습을 몰랐을까)
New, and a bit alarming
Who'd have ever thought that this could be?
True, that he's no Prince Charming
But there's something in him that I simply didn't see
(새롭고, 좀 놀라워
이런 일이 생길 수 있으리라고 누가 상상했을까?
그래, 멋진 왕자님은 아니야
하지만 그에게는 내가 보지 못했던 무언가가 있어)
 

### 미녀와 야수: 마법의 크리스마스 (1997)
홈비디오용 속편이며 비하인드 스토리를 다루고 있는 내용이다. 작중 시점은 왕자가 원래 모습을 되찾고 성대한 성탄절 축제를 열기 직전, 미세스 포트의 과거 회상으로 이야기가 시작되게 된다. 왕자와 그의 신하들이 어떻게 해서 모습이 바뀌었는지에 대한 구체적인 내막이 나오며, 왕자가 아직 야수였던 시절 성탄절이 다가오는 시점에 겪었던 일들을 미세스 포트의 회상으로 언급되게 된다.
악단장이 벨을 음해하려 했다는것을 눈치챈 야수(왕자)는 악단장을 처치하여 다시 평화를 되찾게 된다는 내용이며, 미세스 포트의 과거 회상을 취하고 있는 극중극 형식이다. 마지막에는 과거 회상이 끝나고 다시 현실 시점으로 되돌아와 왕자가 주변사람들을 위해 성대한 성탄절 파티를 개최함과 동시에, 칩(미세스 포트의 아들)에게는 이야기책을, 벨에게는 장미를 선물로 주면서 행복하게 끝난다.

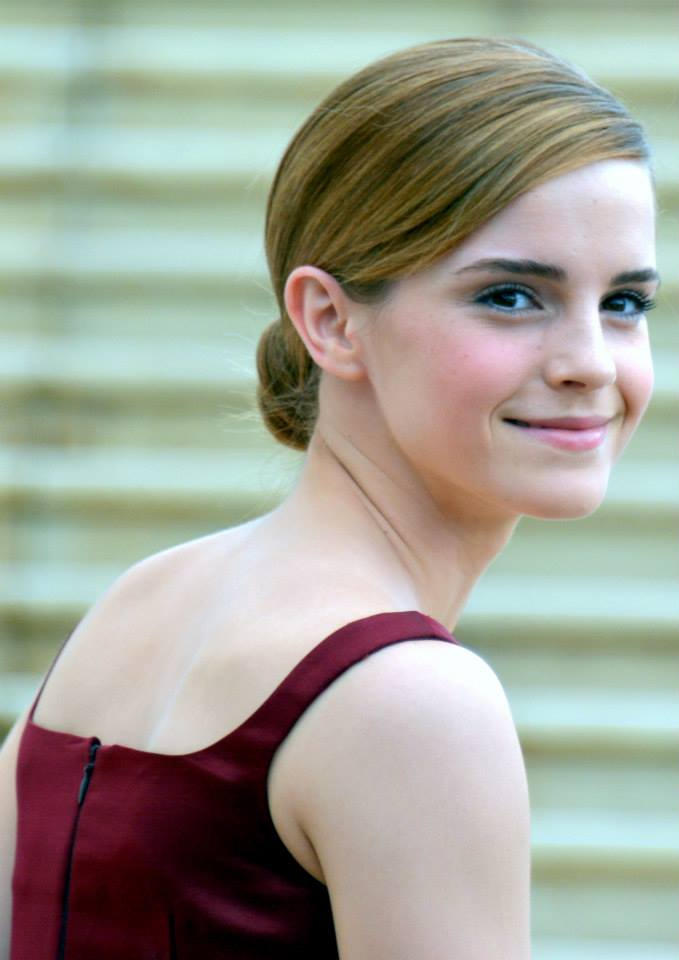
영국 여배우 엠마 왓슨은 2017년 디즈니 미녀와 야수 실사판 영화에서 벨 역을 맡았다.

### 미녀와 야수 (2017)
2017년 개봉한 미녀와 야수는 A급 여배우가 주연을 맡은 최초의 디즈니 리메이크 작품이다. 페미니스트이자 영화 해리포터로 유명해진 배우 엠마왓슨은 주체적이고 능동적인 벨의 성격을 반영하여 실사 영화에서 몇 가지 변경 사항을 제안했다. 의상 디자인 부분에서, 왓슨은 전통적인 공주드레스와 황금색 가운에 코르셋을 사용하는 것을 거부했다. 그 이유는 그런 의상이 그녀의 이동성을 제한했기 때문이다. 그리고 마을 장면에서도 벨에게 더 강인한 이미지를 주고자, 발레슈즈 대신 부츠를 요청했다.
그리고 왓슨의 영향으로 영화 속 벨을 단순히 책벌레가 아닌, 그녀의 아버지와 같은 발명가로 그려졌다.
그녀는 벨 역할을 맡아 2017년 MTV 무비 어워드에서 최우수 연기상을 수상했으며 엠파이어 어워드 여우주연상, 니켈로디언 키즈 초이스 어워드 "가장 좋아하는 영화 배우" 및 새턴 어워드 여우주연상 후보에 올랐다.

## 노래
주제곡인 'Beauty and the Beast'는 제 64회 아카데미 시상식 음악상, 주제가상 수상작이다.
서로 맞지 않던 두 사람이 서로로 인해 변화해가며 사랑에 빠진다는 가사로, 사랑의 빠진 벨과 야수가 자신들만의 무도회에서 절정에 이른 순간에 나오는 곡이다. 그리고 이 장면은 90년대의 모든 디즈니 영화들 중에서도 명장면으로 꼽힌다.

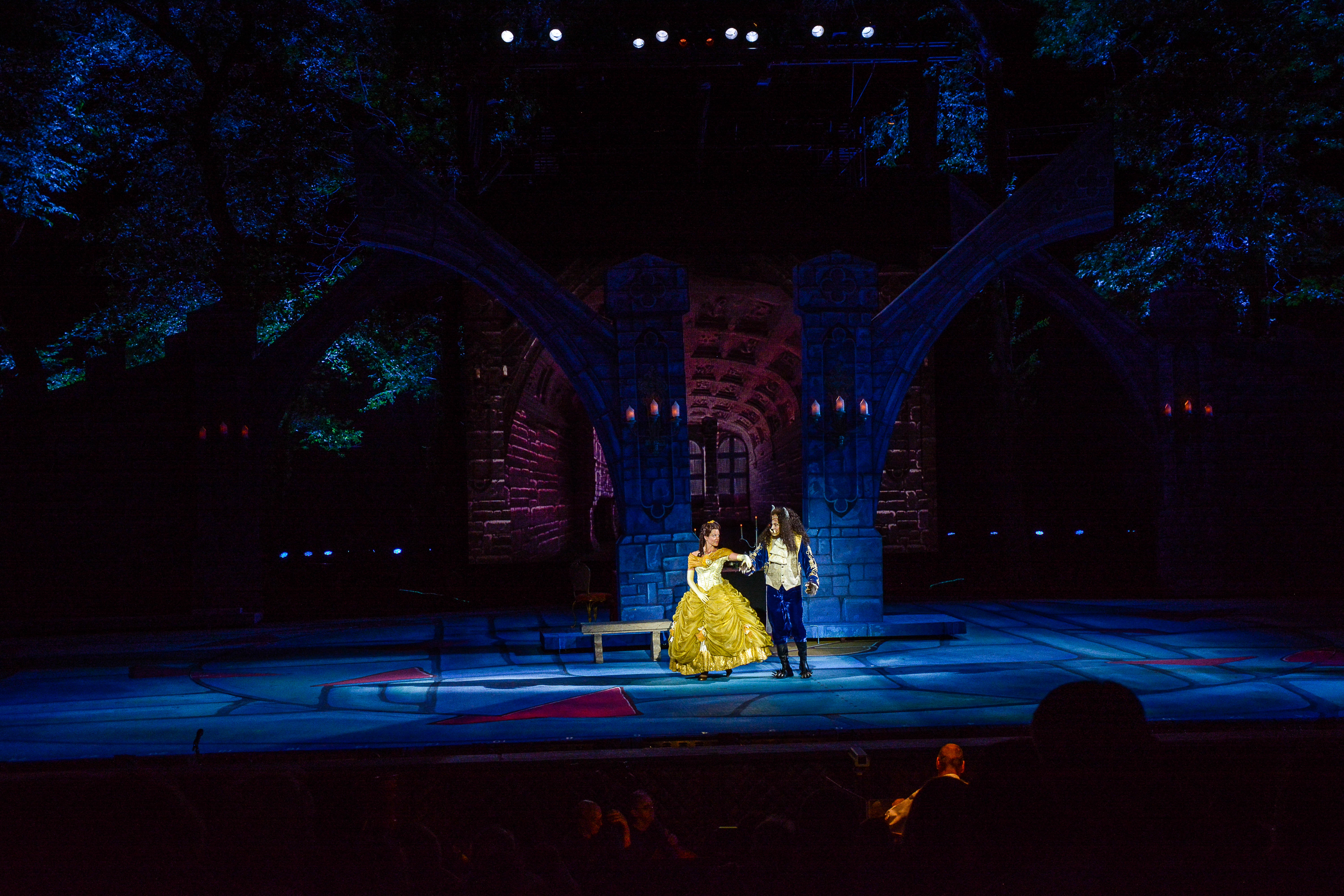

## 같이 보기
- 《미녀와 야수》 (1991)
- 《하우스 오브 마우스》 (2001)
- 《주먹왕 랄프 2: 인터넷 속으로》 (2019)
- 《디센던츠》 (2015)
- 《미녀와 야수》 (2017)
- 《주먹왕 랄프 2: 인터넷 속으로》 (2019)

## 참고 문헌
- 엠마왓슨의 영향으로 수정된 벨의 드레스